# Timo Marjamaa
Timo Marjamaa (* 27. Juni 1976 in Lahti) ist ein ehemaliger finnischer Fußballspieler. Der Defensivspieler lief mehrfach für die finnische Nationalmannschaft auf.

## Werdegang
Marjamaa begann seine Karriere beim FC Kuusysi, für den er im Oktober 1995 in der Veikkausliiga debütierte. Am Ende der Spielzeit stieg er mit dem Klub in die Zweitklassigkeit ab, wo er sich als Stammspieler etablierte. Mit dem Klub, dem er auch nach der Fusion mit Reipas Lahti zum FC Lahti treu blieb, spielte er um den Wiederaufstieg, der 1998 gelang. Den Klub vertrat er eine Spielzeit in der Erstklassigkeit, nach dem direkten Wiederabstieg wechselte er zum FC Jokerit.
Mit seinem neuen Klub wurde Marjamaa in der Spielzeit 2000 an der Seite von Shefki Kuqi, Antti Sumiala und Sami Ristilä hinter Haka Valkeakoski Vizemeister. Im selben Jahr gehörte er dem Kader der finnischen Nationalmannschaft für den King’s Cup an, bei dem die Mannschaft nach einer 1:5-Finalniederlage gegen Thailand den zweiten Rang belegte. In der folgenden Spielzeit belegte er mit der Mannschaft nur den Relegationsplatz. Dort verpasste der Verein nach einem 1:1-Unentschieden gegen Jaro Pietarsaari durch eine 3:4-Heimniederlage im Rückspiel den Klassenerhalt. Daraufhin nahm er ein Angebot des türkischen Klubs Yozgatspor an, in der Süper Lig aufzulaufen. In der Rückrunde der Spielzeit 2001/02 konnte er jedoch keine entscheidenden Impulse geben, so dass er auch mit seinem neuen Klub absteigen musste.
Marjamaa kehrte nach einem halben Jahr im Ausland nach Finnland zurück. Erneut lief er für den FC Lahti auf, der mittlerweile erstklassig antrat. Nach Ende der Spielzeit 2002 zog er jedoch zum Ligarivalen AC Allianssi weiter. In seiner ersten Spielzeit für die Mannschaft erreichte er an der Seite von Adriano, Heikki Pulkkinen, Justus Vajanne und Rami Rantanen das Pokalendspiel, das trotz eines Tores von Mikko Paatelainen mit einer 1:2-Niederlage nach Verlängerung gegen HJK Helsinki verloren ging. In der folgenden Spielzeit erreichte er mit der Mannschaft die Vizemeisterschaft hinter dem FC Haka und qualifizierte sich somit für den Europapokal. Im selben Jahr feierte er seinen ersten Titelgewinn, als im Endspiel des finnischen Ligapokal sein ehemaliger Klub FC Lahti im Elfmeterschießen besiegt wurde. Im folgenden Jahr gelang in derselben Endspielpaarung durch einen 3:1-Erfolg die Titelverteidigung. Im UEFA-Pokal 2005/06 zog er mit der Mannschaft in die zweite Qualifikationsrunde ein, wo sich der norwegische Vertreter SK Brann durchsetzte. 
Nach Ende der Spielzeit 2005, in der wegen einer 0:8-Niederlage gegen den FC Haka Ermittlungen gegen Marjamaas Klub wegen des Verdachts auf Spielmanipulation aufgenommen wurden, wechselte er innerhalb der Liga zum HJK Helsinki. Dort stand er noch zwei Spielzeiten unter Vertrag, ehe er seine aktive Karriere beendete.